# Milmort FC

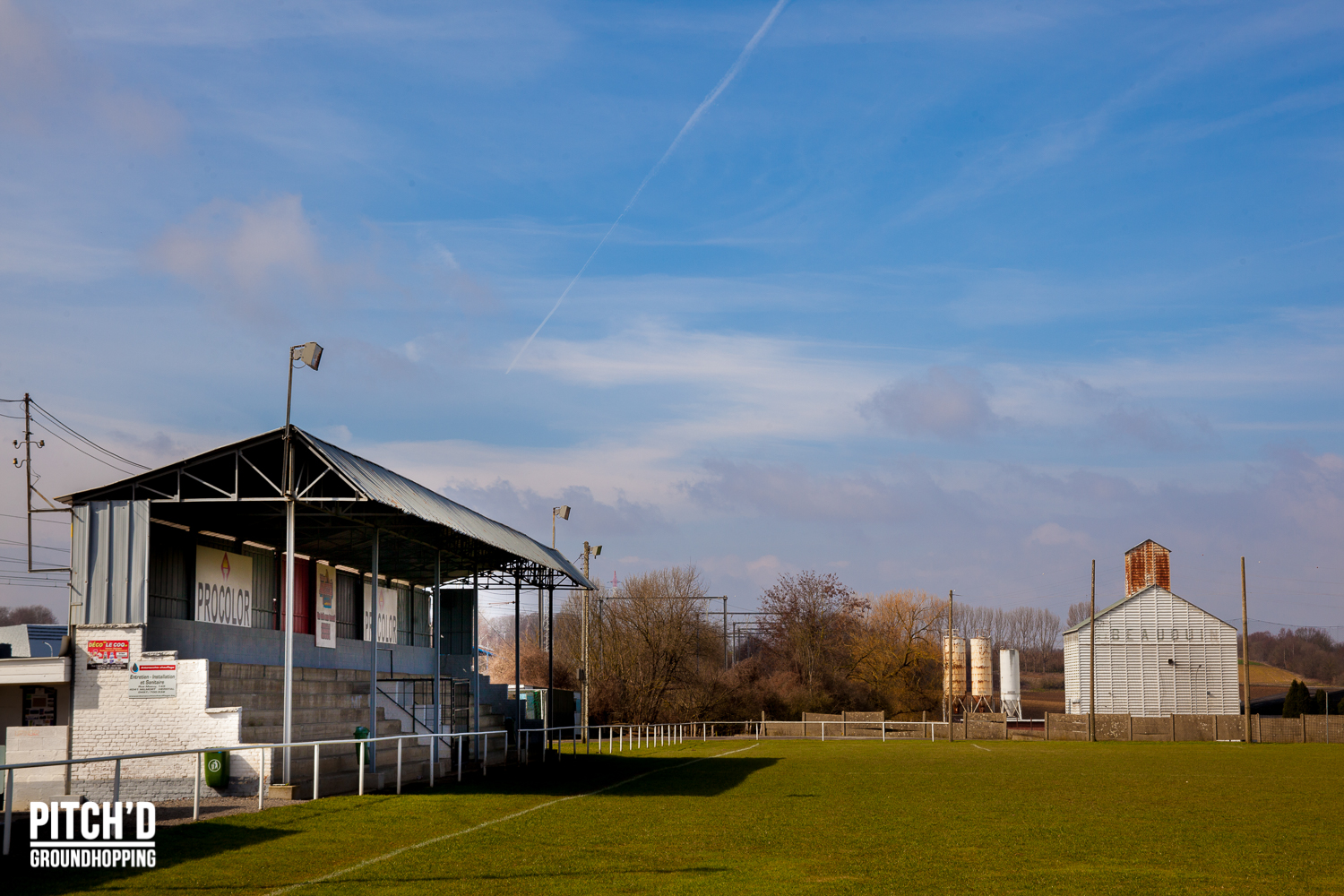
Het stadion van Milmort FC

Milmort FC was een Belgische voetbalclub uit Milmort. De club was aangesloten bij de KBVB met stamnummer 208 en had zwart en wit als kleuren. Milmort was een van de oudere clubs van het land en speelde in haar bestaan bijna anderhalf decennium in de nationale reeksen.

## Geschiedenis
Na de Eerste Wereldoorlog bestond er al een Milmort FC, maar dat lag mee aan de basis van het ontstaan van voetbalclub AS Herstalienne. In 1922 werd weer een club opgericht met de naam Milmort Football Club, dat zich aansloot bij de Belgische Voetbalbond. De club ging er in de regionale reeksen spelen. Bij de invoering van de stamnummers in 1926 kreeg men stamnummer 208 toegekend.
In 1932 bereikte de club voor het eerst de nationale bevorderingsreeksen, in die tijd het derde niveau. Milmort kon er zich in de middenmoot handhaven. In 1935 strandde men echter afgetekend op een laatste plaats en na drie jaar nationaal voetbal degradeerde de club weer naar de provinciale reeksen. Het verblijf daar duurde niet lang, want na amper een seizoen keerde Milmort in 1936 terug in de nationale Bevordering.
Milmort FC kon zich weer handhaven in Bevordering, maar toen de Tweede Wereldoorlog uitbrak vielen de competities stil. In 1941 werden de competities hervat. In 1943 eindigde Milmort voorlaatste in zijn reeks en degradeerde zo weer uit Bevordering. Na de oorlog maakte de Belgische Voetbalbond echter de degradaties uit de oorlogsjaren ongedaan en zo kon Milmort FC in 1945 weer van start gaan in de nationale bevorderingsreeksen. De club kon zo nog verschillende seizoenen in de middenmoot in Bevordering blijven spelen, tot men in 1949 voorlaatste eindigde en weer degradeerde naar Eerste Provinciale.
Weer was het verblijf in de provinciale reeksen van korte duur, want in 1950 keerde Milmort opnieuw na slechts een seizoen terug in Bevordering. De terugkeer leverde echter weinig succes op. Men werd immers weer voorlaatste en na een seizoen degradeerde men al terug naar Eerste Provinciale. Ditmaal zou Milmort FC niet meer meteen kunnen terugkeren in de nationale reeksen.
Na negen jaar provinciaal voetbal slaagde Milmort FC er in 1960 nog eens in te promoveren naar de nationale bevorderingsreeksen, die ondertussen werden gevormd door een enkele jaren eerder ingevoerde Vierde Klasse. Ook deze terugkeer was weinig succesvol. Milmort FC werd afgetekend allerlaatste in zijn reeks en degradeerde in 1961 na een seizoen Vierde Klasse weer naar Eerste Provinciale.
De club bleef nu de rest van de eeuw in de provinciale reeksen spelen. Tegen het eind van de 20ste eeuw tuimelde Milmort FC helemaal weg tot op het allerlaagste niveau, Vierde Provinciale. De club raakte in financiële problemen en verdween in 2010.